# Lutzomyia christophei
Lutzomyia christophei är en tvåvingeart som först beskrevs av Fairchild G. B., Trapido H. 1950.  Lutzomyia christophei ingår i släktet Lutzomyia och familjen fjärilsmyggor. Inga underarter finns listade i Catalogue of Life.